# France AEROTECH
A France AEROTECH a francia repülési és űrhajózási főiskolák (Grandes écoles) országos hálózata, melyet 2011-ben hozott létre az Arts et Métiers ParisTech, az École centrale de Lyon, az École centrale de Nantes, az École nationale de l'aviation civile és az École nationale supérieure d’électronique, informatique, télécommunications, mathématique et mécanique de Bordeaux.
A France AEROTECH célja francia nyelvtanfolyamok szervezése, nemzetközi kutatási projektek és tanfolyamok létrehozása a repülés és az űrhajózás területén, továbbá a feltörekvő piacok támogatása.